# Gris og hyrde
Gris og hyrde (russisk: Свинарка и пастух) er en sovjetisk film fra 1941 af Ivan Pyrjev.

## Medvirkende
- Marina Ladynina - Glafira Novikova
- Vladimir Zeldin - Musahib Gatuyev
- Nikolaj Krjutjkov - Kuzma Petrov
- Nasyr Kitajev - Ivan Ivanovitj
- Grigorij Aleksejev